# Tongan Maritime Force
La Tongan Maritime Force è la componente navale delle forze armate dello Stato oceanico di Tonga.
Creata nel 1973, è una piccola forza equipaggiata con poche unità da pattugliamento e trasporto per la sorveglianza delle acque costiere dell'esteso arcipelago.

## Storia

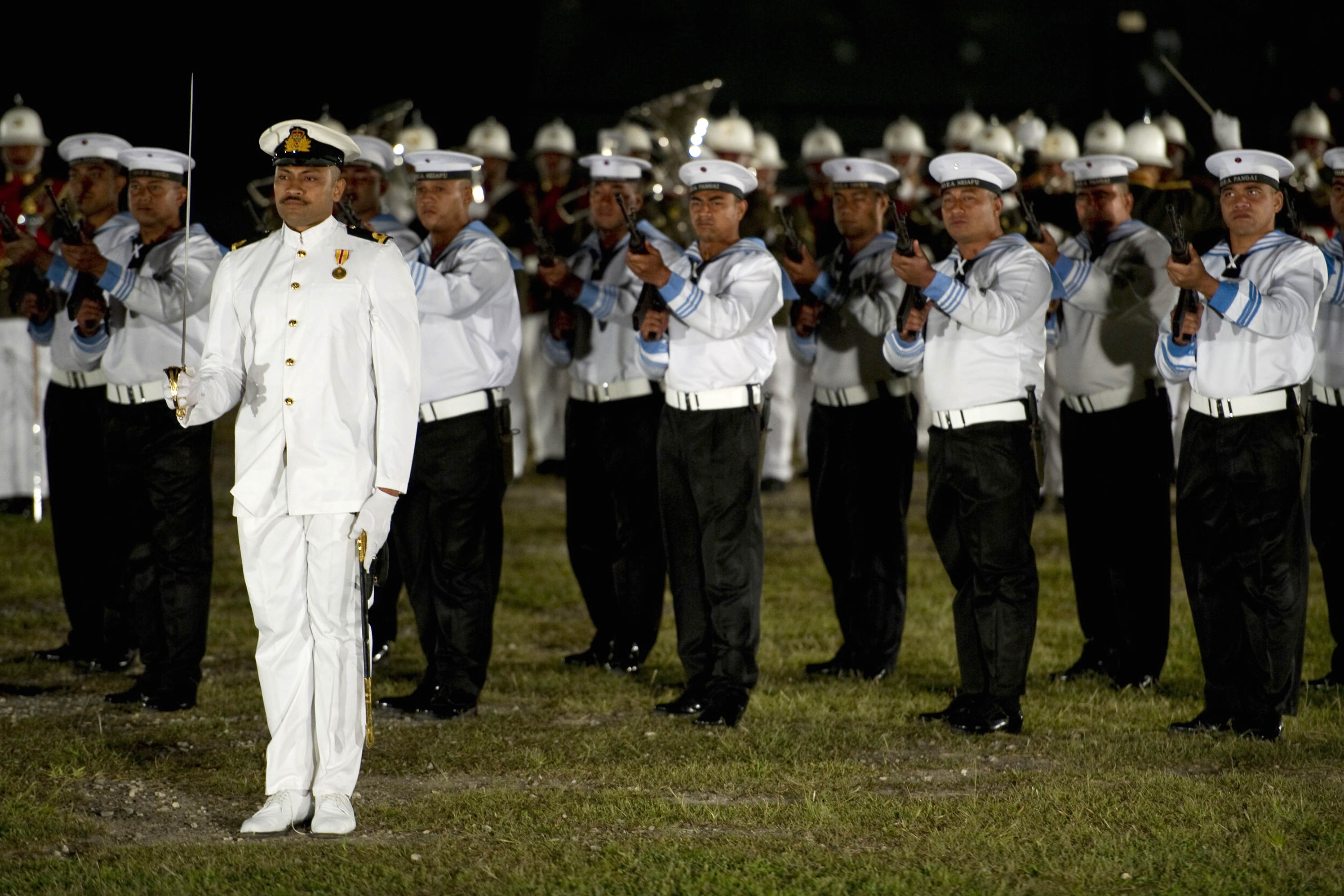
Una guardia d'onore di marinai tongani nel 2010

A lungo protettorato del Regno Unito, il Regno di Tonga ottenne una completa indipendenza nel 1970. Composto da una catena di 170 piccole isole disposte da nord a sud per una lunghezza di 800 chilometri, con una zona economica esclusiva ampia 660000 chilometri quadrati, Tonga attivò una piccola forza militare navale il 10 marzo 1973 con due motovedette cedute dai britannici.
Accordi di cooperazione militare sottoscritti con Australia e Nuova Zelanda consentirono poi un ampliamento del naviglio in uso: nel 1982 gli australiani cedettero un mezzo da sbarco da 120 tonnellate, rimasto in servizio fino al 2015, mentre una vecchia unità da sbarco di origine tedesca acquistata nel 1991 dovette essere radiata dopo appena un anno. Aderendo a un programma promosso dal Forum delle isole del Pacifico, tra il 1989 e il 1991 Tonga acquisì invece tre moderni pattugliatori da 165 tonnellate della classe Pacific di costruzione australiana, mentre nel 1995 fu acquistata una petroliera ex norvegese da 4000 tonnellate convertita in unità da rifornimento.
Un limitato programma di ammodernamento fu portato a termine nella seconda metà degli anni 2010. Nel 2015 la Tongan Maritime Force acquistò dall'Australia un mezzo da sbarco da 150 tonnellate tipo LCM, mentre tra il 2019 e il 2021 sempre i cantieri australiani consegnarono due nuovi pattugliatori da 325 tonnellate della classe Guardian, destinati a sostituire almeno parte dei più vecchi Pacific. Navi e uomini della Tongan Maritime Force furono mobilitati nel gennaio 2022 per prestare assistenza alla popolazione civile investita dall'eruzione del vulcano Hunga Tonga.
Il quartier generale della Tongan Maritime Force è situato a Touliki, con due comandi di flottiglia per i pattugliatori e per le unità logistiche; gli effettivi in servizio ammontano a circa 200 uomini.